# Amor Lake
Amor Lake är en sjö i Kanada.   Den ligger i provinsen British Columbia, i den sydvästra delen av landet, 3 700 km väster om huvudstaden Ottawa. Amor Lake ligger 215 meter över havet. Arean är 3,1 kvadratkilometer. Den sträcker sig 3,3 kilometer i nord-sydlig riktning, och 3,9 kilometer i öst-västlig riktning.
I omgivningarna runt Amor Lake växer i huvudsak barrskog. Trakten runt Amor Lake är nära nog obefolkad, med mindre än två invånare per kvadratkilometer.